# Benny Sudakov

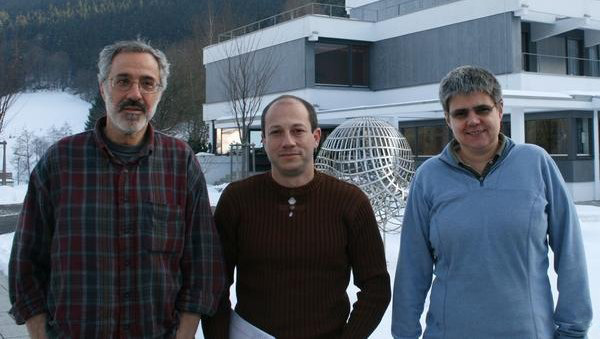
Von links: Jeff Kahn, Benjamin Sudakov, Angelika Steger, Oberwolfach

Benjamin „Benny“ Sudakov (hebräisch בני סודקוב; * Oktober 1969 in Tblissi) ist ein israelischer Mathematiker.

## Leben
Sudakov studierte Mathematik an der Staatlichen Universität Tiflis mit dem Vordiplom-Abschluss 1990 und an der Universität Tel Aviv mit dem Master-Abschluss summa cum laude 1993. Er wurde 1999 in Tel Aviv bei Noga Alon promoviert (Dissertation: Extremal problems in probabilistic combinatorics and their algorithmic aspects). 2002 wurde er Assistant Professor an der Universität Princeton, und er war Mitglied am Institute for Advanced Study in Princeton (2003 und 2005 bis 2006). 2007 wurde er Professor an der University of California, Los Angeles, seit 2013 ist er Professor an der ETH Zürich.
Er befasst sich mit Extremaler Kombinatorik, algebraischen und probabilistischen Methoden in der Kombinatorik, Graphentheorie, Ramsey-Theorie, zufälligen Strukturen in der Kombinatorik und Anwendungen der Kombinatorik in der Informatik.
2010 war er eingeladener Sprecher auf dem Internationalen Mathematikerkongress in Hyderabad (Indien) (Recent developments in extremal combinatorics: Ramsey and Turán-type problems). 2014 erhielt er den Humboldt-Forschungspreis, 2013 wurde er Fellow der American Mathematical Society und 2019 Mitglied der Academia Europaea. Von 2004 bis 2006 war er Sloan Research Fellow.
Zu seinen Doktoranden gehört Jacob Fox, mit dem (und David Conlon) er auch verbesserte Schranken für Ramsey-Zahlen von Hypergraphen veröffentlichte.

## Schriften (Auswahl)
- mit Endre Szemerédi, Van H. Vu: On a question of Erdős and Moser, Duke Math J. 129 (2005), 129–155.
- mit Noga Alon, Asaf Shapira: Additive approximation for edge-deletion problems, Annals of Mathematics, 170 (2009), 371–411.
- mit David Conlon, Jacob Fox: Hypergraph Ramsey  numbers, J. AMS 23 (2010), 247–266.
- mit David Conlon, Jacob Fox: An approximate version of Sidorenko´s conjecture, Geom. Funct. Anal., 20 (2010), 1354–1366.
- A conjecture of Erdös on graph Ramsey numbers, Adv. Math. 227 (2011), 601–609.
- mit David Conlon, Jacob Fox: Two extensions of Ramsey's theorem, Duke Math. J. 162 (2013), 2903–2927.